# Cranichis notata
Cranichis notata är en orkidéart som beskrevs av Robert Louis Dressler. Cranichis notata ingår i släktet Cranichis, och familjen orkidéer. Inga underarter finns listade i Catalogue of Life.